# Borås kommunala samskola

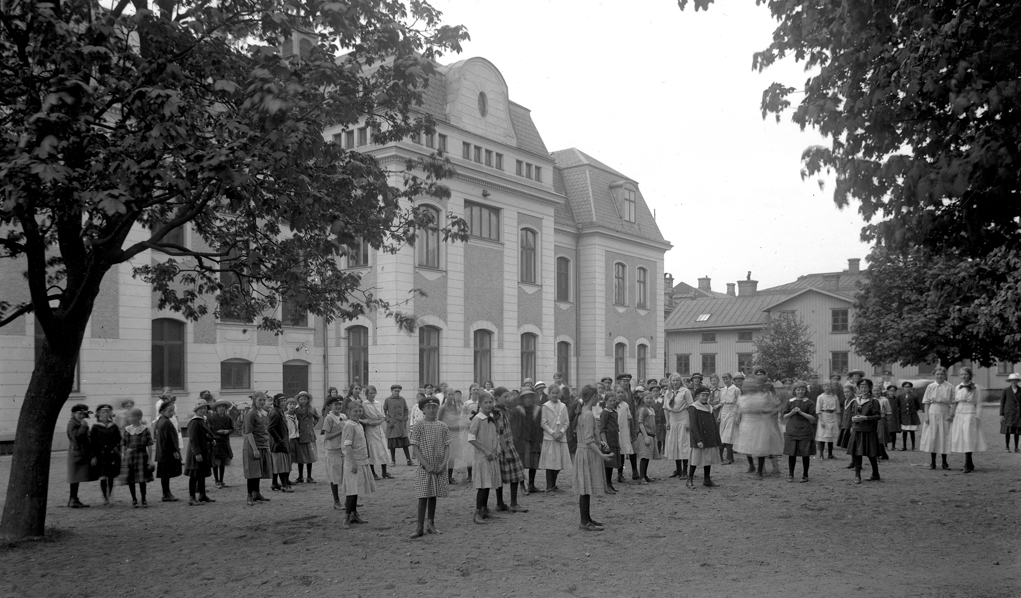
skolbyggnad till 1932 (siriushuset)

Borås kommunala samskola var en flickskola och läroverk i Borås som verkade från 1878 till 1969. 

## Historia
Skolan bildades som Elementarläroverket för flickor i Borås vars första läsår började den 4 september 1878. Skollokalerna låg i ett tvåvåningshus vid Österlånggatan intill Södertull. Den 1 september 1886 flyttade skolan in i ett eget skolhus vid Österlånggatan (sedermera Siriusskolan) ritad av arkitekten  Axel Th. Lignell. År 1923 ändrades namnet till Högre läroverket för flickor i Borås, vilket innebar att godkänt avgångsbetyg från skolan medförde normalskolekompetens. Den 1 juli 1932 ombildades skolan till Kommunala flickskolan i Borås. Samtidigt flyttade skolan in i lasarettsfastigheten, Åsbogatan 19. Realskolelinjer infördes höstterminen 1951. Höstterminen 1962 blev skolan samskola med namnet Kommunala samskolan, då realskolelinjer infördes även för gossar. Höstterminen 1965 började även grundskolelinjer på Kommunala samskolan och skolenheten fick från höstterminen 1966 namnet Åsboskolan. Sista realskolklass gick ur skolan 1968 och sista flickskolklass 1969.Skolan fortsatte sedan som grundskola till 1984.
Realexamen gavs från  från 1956 till 1968.